# الإدارة المبنية على النتائج
الإدارة المبنية على النتائج (بالإنجليزية: Results-based management)‏ هي إستراتيجية إدارية تستخدم حلقات التغذية الراجعة (التغذية العكسية) لتحقيق أهداف إستراتيجية. جميع الأفراد والمنظمات (العناصر الفعالة) الذين يساهمون بشكل مباشر أو غير مباشر لتحقيق نتيجة ما، يقومون بتخطيط عملياتهم، منتجاتهم وخدماتهم لإظهار مساهمتهم في الحصول المخرج. هذه المخرجات قد تكون مخرجات فيزيائية أو تغيير وتأثير يساهم في تحقيق هدف أبعد. النتائج والدلائل الفعلية يُعاد استخدامها لأغراض المساءلة ورفع التقرير وتوفير تغذية راجعة لدورة جديدة تبدأ بالتصميم ثم إيجاد الموارد وثم توصيل هذه المشاريع والأنشطة العملياتية.

## الاستخدام
يتم استخدام إطار عمل الإدارة المبنية على النتائج بشكل واسح في العمل الحكومي والمنظمات الخيرية، حيث لا تعتبر المقاييس المالية العامل الرئيس في توجيه العمل، كما في الأمم المتحدة واللجنة الدولية للصليب الأحمر كما بدأ استخدام هذا المنهج في المنظمات نصف التجارية مثل بنك التنمية الآسيوي. منذ العام 2000، تتبنى معظم وكالات الأمم المتحدة المدخل المبنى على النتائج في تطوير وتطبيق برامجها بناءً على برنامج الإصلاح الذي قدمه الأمين العام للأمم المتحدة كوفي أنان. تم تطبيق عملية وضع الموازنة بناءً على النتائج من خلال التخطيط للعامين 2002-2003 ولجميع دورات البرامج التي تلتها.

## الخطوات الأساسية
لاعتماد الإدارة المبنية على النتائج يُنصَح باتباع الخطوات التالية:
1. قَيِّم: ما هو الوضع الحالي؟
2. فَكِّر: ما هو سببه؟ من له علاقة به؟
3. ضَع تصوراً: ما اللذي سنحققه؟
4. خَطِّط: ماذا سنفعل؟ مع من؟ وبأي الموارد؟
5. نَفِّذ: أنجز العمل. كيف تسير الأمور؟ هل هناك حاجة للتكيف؟
6. راجِع: ما اللذي سار بشكل جيد / سيء؟ ما اللذي يمكن أن نتعله في المرة القادمة؟